# Jochen Liedtke
Joche Liedtke (1953 – 10 de Junho de 2001) foi um cientista da computação alemão, proeminente por seu trabalho sobre microkernels, especialmente a criação da família de microkernels L4.